# Cochlidium rostratum
Cochlidium rostratum là một loài dương xỉ trong họ Polypodiaceae. Loài này được Hook. Maxon ex C. Chr. mô tả khoa học đầu tiên năm 1929.